# Gajaman Nona
Dona Isabella Koraneliya (cinghalais : දොන ඉසබෙලා කොරනෙලියා), ou Gajaman Nona (10 mars 1746 — 15 décembre 1815), est une poétesse srilankaise remarquée pour sa capacité à écrire et à réciter des poèmes impromptus en langue cinghalaise.

## Biographie
Elle est née à Colombo dans le quartier de Colpetty, dans un milieu partiellement « occidentalisé ». Deuxième fille de Don Francisco Senaratna Kumara Perumal et Fransina Jasenthu Graivo, elle a été baptisée sous le nom de Dona Isabella Koraneliya Perumal. Son talent lui a ensuite valu le titre de Gajaman Nona (Lady Gajaman). Elle a été élevée et éduquée dans sa famille à Matara. Belle et élégante, elle aimait s'habiller comme une dame hollandaise et faisait partie des lumières de sa communauté.
Ses remarquables talents littéraires ont été remarqués dès son enfance lorsqu'elle a composé un poème cingalais sur quelqu'un qui avait caché son pot à eau.
traduction anglaise :

« Little golden pot, filled with water
And left on the edge of the well,
The one who hid it is a scoundrel who can't count to five or eight! 
Will you give back my little pot, so that I can go home? »

Entre 1802 et 1806 Sir John D'Oyly a été l'Agent du Gouvernement (en) et le collecteur d'impôts des districts de Matara et d'Hambantota. Durant cette période, Gajaman Nona a perdu son mari Thalpe Merenchegei Garadiya Arachchi et s'est retrouvée presque sans ressource, avec plusieurs enfants à sa charge. Incapable de trouver un travail correct, elle a fait appel à John D'Oyly, qui lui a concédé un « Nindagama » (une surface de terre suffisante pour les besoins d'une famille). En remerciement, elle a composé pour lui un poème.
Aujourd'hui, la statue de Gajaman Nona se dresse à Ambalantota, à l'est de Matara, à Nonagama Junction, un carrefour qui porte son nom (Nona).

## Sources
- (en) Best loved folk tales of Sri Lanka: legends and folklore, By Manel Ratnatunga page 172,173,178  (ISBN 81-207-2011-3),  (ISBN 978-81-207-2011-4)
- (en) This inscrutable Englishman: Sir John D'Oyly, Baronet, 1774-1824, page 4,87, 249  (ISBN 0-304-70095-9),  (ISBN 978-0-304-70095-0)
- (en) The Gajaman story: Gajaman puvatha By Dayānanda Guṇavardhana page 11,41 :  (ISBN 955-95409-0-4),  (ISBN 978-955-95409-0-8)
- (en) Vignettes of far off things: introducing the history, tank civilization By Gamini de S. G. Punchihewa page 284,286,287
- (en) This Inscrutable Englishman (Sir John D'Oyly 1774-1824) by Brendon Gooneratne and Yasmine Goonaratne page 81-102  (ISBN 0-304-70095-9)